# Cratere Azul
Azul  è un cratere sulla superficie di Marte.